# Дискография Тори Эймос
На начало 2013 года, Тори Эймос записала и выпустила тринадцать сольных альбомов, множество живых записей, синглов и EP. Она приняла участие в трёх альбомах-сборниках, писала саундтреки для нескольких фильмов.

## Студийные альбомы
|  |
|  |

## Концертные альбомы
| 1999                                                                                      | To Venus and Back - Выпущен: 20 сентября 1999 - Лейбл: Atlantic, East West    | 12 | 22 | 18 | 6 | - US: Platinum |
| 2008                                                                                      | Live at Montreux 1991/1992 - Выпущен: 22 сентября 2008 - Лейбл: Eagle Records | —  | —  | —  | — |                |
| Символ «—» означает что релиз не участвовал в чарте, либо не был выпущен в данной стране. |                                                                               |    |    |    |   |                |

### Официальные бутлеги
| Год  | Название |
| ---- | --- |
| 2005 | The Original Bootlegs - Выпущен: 30 августа 2005 — 6 декабря 2005 - Лейбл: Epic, Sony BMG                               |
| 2007 | Legs and Boots - Выпущен: 13 октября 2007 — 12 декабря 2007 - Лейбл: Epic, Sony BMG                                     |
| 2010 | From Russia With Love... - Выпущен: 3 декабря 2010 - не выпущен в свободную продажу. Является частью фотонабора «TORI». |

## Сборники
| 1994                                                                                      | More Pink: The B-Sides - Выпущен: 14 ноября 1994 - Лейбл: Atlantic, East West | —  | —  | —  | 44 |
| 2003                                                                                      | Tales of a Librarian - Выпущен: 17 ноября 2003 - Лейбл: Atlantic              | 40 | 74 | 86 | 93 |
| 2006                                                                                      | A Piano: The Collection - Выпущен: 26 сентября 2006 - Лейбл: Rhino            | —  | —  | —  | —  |
| Символ «—» означает что релиз не участвовал в чарте, либо не был выпущен в данной стране. |                                                                               |    |    |    |    |

## Мини-альбомы
Несмотря на то, что почти все синглы Тори Эймос, выпущенные на лейбле Atlantic, имели формат мини-альбома, только два релиза были обозначены как EP. На начало 2011 года, Scarlet’s Hidden Treasures является единственным мини-альбомом, полностью состоящим из композиций, не вошедших ни в один полноформатный альбом.
| Год | Название                                                                   | Пиковые позиции в чартах US |
| --- | -------------------------------------------------------------------------- | --------------------------- |
| 1992 | Crucify - Выпущен: 8 июня 1992 - Лейбл: Atlantic, East West                | —                           |
| 1996 | Hey Jupiter - Выпущен: 20 августа 1996 - Лейбл: Atlantic, East West        | 94                          |
| 2004 | Scarlet's Hidden Treasures‡ - Выпущен: 18 мая 2004 - Лейбл: Epic, Sony BMG | 2¤                          |
| 2005 | Exclusive Session - Выпущен: май 2005 - Лейбл: Epic, Sony BMG              |                             |
| 2012 | Flavor - Выпущен: 4 December 2012 - Лейбл: Deutsche Grammophon             |                             |
| Символ «—» означает что релиз не участвовал в чарте, либо не был выпущен в данной стране. ‡ является бонусом к видеоальбому Wellcome to Sunny Florida. ¤ Позиция достигнута в чарте Billboard Comprehensive Music Videos. |                                                                            |                             |

## Синглы
| Год | Песня                                                    | Пиковые позиции в чартах | Пиковые позиции в чартах | Пиковые позиции в чартах | Пиковые позиции в чартах | Пиковые позиции в чартах | Пиковые позиции в чартах | Пиковые позиции в чартах | Пиковые позиции в чартах | Пиковые позиции в чартах | Пиковые позиции в чартах | Альбом                      |
| Год | Песня                                                    | US Hot 100               | US Alt.                  | US Adult                 | US Triple A              | US Dance Play            | UK                       | CAN                      | AUS                      | FRA                      | IRE                      | Альбом                      |
| --- | -------------------------------------------------------- | ------------------------ | ------------------------ | ------------------------ | ------------------------ | ------------------------ | ------------------------ | ------------------------ | ------------------------ | ------------------------ | ------------------------ | --------------------------- |
| 1991 | «Me and a Gun»                                           | —                        | —                        | —                        | —                        | —                        | —                        | —                        | —                        | —                        | —                        | Little Earthquakes          |
| 1991 | «Silent All These Years»                                 | —                        | 27                       | —                        | —                        | —                        | 51                       | —                        | —                        | —                        | —                        | Little Earthquakes          |
| 1992 | «China»                                                  | —                        | —                        | —                        | —                        | —                        | 51                       | —                        | —                        | —                        | —                        | Little Earthquakes          |
| 1992 | «Winter»                                                 | —                        | —                        | —                        | —                        | —                        | 25                       | —                        | 49                       | —                        | —                        | Little Earthquakes          |
| 1992 | «Crucify»                                                | —                        | 22                       | —                        | —                        | —                        | 15                       | 74                       | 83                       | 17                       | 25                       | Little Earthquakes          |
| 1992 | «Silent All These Years» (релиз в Великобритании)        | —                        | —                        | —                        | —                        | —                        | 26                       | —                        | —                        | —                        | —                        | Little Earthquakes          |
| 1994 | «Cornflake Girl»                                         | 107¤                     | 12                       | —                        | —                        | —                        | 4                        | 30                       | 19                       | —                        | 9                        | Under the Pink              |
| 1994 | «God»                                                    | 72                       | 1                        | —                        | —                        | —                        | 44                       | 87                       | 65                       | —                        | —                        | Under the Pink              |
| 1994 | «Pretty Good Year»                                       | —                        | —                        | —                        | —                        | —                        | 7                        | —                        | 85                       | —                        | 26                       | Under the Pink              |
| 1994 | «Past the Mission»                                       | —                        | —                        | —                        | —                        | —                        | 31                       | —                        | —                        | —                        | 25                       | Under the Pink              |
| 1996 | «Caught a Lite Sneeze»                                   | 60                       | 13                       | —                        | —                        | —                        | 20                       | 20                       | 51                       | —                        | 21                       | Boys for Pele               |
| 1996 | «Talula»                                                 | 119¤                     | —                        | —                        | —                        | —                        | 22                       | —                        | —                        | —                        | —                        | Boys for Pele               |
| 1996 | «Hey Jupiter» / «Professional Widow»                     | —                        | —                        | —                        | —                        | —                        | 20                       | —                        | 17 ‡                     | —                        | —                        | Boys for Pele               |
| 1996 | «Professional Widow»                                     | 108¤                     | —                        | —                        | —                        | 1                        | 1                        | 38                       | 17 ‡                     | 35                       | 2                        | Boys for Pele               |
| 1996 | «In the Springtime of His Voodoo»                        | 120¤                     | —                        | —                        | —                        | 6                        | —                        | —                        | —                        | —                        | —                        | Boys for Pele               |
| 1997 | «Silent All These Years» (переиздание)                   | 65                       | —                        | 26                       | —                        | —                        | —                        | —                        | —                        | —                        | —                        | Little Earthquakes          |
| 1998 | «Spark»                                                  | 49                       | 13                       | 32                       | 18                       | —                        | 16                       | 25                       | 50                       | —                        | —                        | From the Choirgirl Hotel    |
| 1998 | «Raspberry Swirl»                                        | —                        | —                        | —                        | —                        | —                        | —                        | 20                       | 57                       | —                        | —                        | From the Choirgirl Hotel    |
| 1998 | «Jackie’s Strength»                                      | 54                       | —                        | —                        | —                        | —                        | —                        | —                        | —                        | —                        | —                        | From the Choirgirl Hotel    |
| 1998 | «Cruel» / «Raspberry Swirl»                              | 38₪                      | —                        | —                        | —                        | —                        | —                        | —                        | —                        | —                        | —                        | From the Choirgirl Hotel    |
| 1999 | «Jackie’s Strength» (ремиксы)                            | —                        | —                        | —                        | —                        | 1                        | —                        | 12                       | —                        | —                        | —                        | From the Choirgirl Hotel    |
| 1999 | «Bliss»                                                  | 91                       | —                        | —                        | —                        | —                        | —                        | 7                        | —                        | —                        | —                        | To Venus and Back           |
| 1999 | «1000 Oceans»                                            | 22₪                      | —                        | —                        | —                        | —                        | —                        | —                        | —                        | —                        | —                        | To Venus and Back           |
| 1999 | «Glory of the '80s»                                      | —                        | —                        | —                        | —                        | —                        | 46                       | —                        | 81                       | —                        | —                        | To Venus and Back           |
| 2000 | «Concertina»                                             | 48₪                      | —                        | —                        | 19                       | —                        | —                        | —                        | —                        | —                        | —                        | To Venus and Back           |
| 2001 | «Strange Little Girl»                                    | —                        | —                        | —                        | —                        | —                        | —                        | —                        | —                        | —                        | —                        | Strange Little Girls        |
| 2002 | «A Sorta Fairytale»                                      | 114¤                     | —                        | 11                       | 1                        |                          | 41                       | 6                        | —                        | —                        | —                        | Scarlet’s Walk              |
| 2003 | «Taxi Ride» ∞                                            | —                        | —                        | 35                       | 17                       | —                        | —                        | —                        | —                        | —                        | —                        | Scarlet’s Walk              |
| 2003 | «Strange» ∞                                              | —                        | —                        | —                        | —                        | —                        | —                        | —                        | —                        | —                        | —                        | Scarlet’s Walk              |
| 2003 | «Don’t Make Me Come to Vegas» (только на 12" пластинках) | —                        | —                        | —                        | —                        | 6                        | —                        | —                        | —                        | —                        | —                        | Scarlet’s Walk              |
| 2003 | «Mary» ∞                                                 | —                        | —                        | —                        | —                        | —                        | —                        | —                        | —                        | —                        | —                        | Tales of a Librarian        |
| 2003 | «Angels» ∞                                               | —                        | —                        | —                        | —                        | —                        | —                        | —                        | —                        | —                        | —                        | Tales of a Librarian        |
| 2005 | «Sleeps with Butterflies» ∞                              | —                        | —                        | —                        | 2                        | —                        | —                        | —                        | —                        | —                        | —                        | The Beekeeper               |
| 2005 | «Sweet the Sting» ∞                                      | —                        | —                        | —                        | 30                       | —                        | —                        | —                        | —                        | —                        | —                        | The Beekeeper               |
| 2005 | «Cars and Guitars» ∞                                     | —                        | —                        | —                        | —                        | —                        | —                        | —                        | —                        | —                        | —                        | The Beekeeper               |
| 2007 | «Big Wheel» ∞                                            | 112¤                     | —                        | —                        | 6                        | —                        | —                        | —                        | —                        | —                        | —                        | American Doll Posse         |
| 2007 | «Bouncing off Clouds» ∞                                  | —                        | —                        | —                        | —                        | —                        | —                        | —                        | —                        | —                        | —                        | American Doll Posse         |
| 2007 | «Almost Rosey» ∞                                         | —                        | —                        | —                        | —                        | —                        | —                        | —                        | —                        | —                        | —                        | American Doll Posse         |
| 2009 | «Welcome To England»                                     | —                        | —                        | —                        | 13                       | —                        | —                        | —                        | —                        | —                        | —                        | Abnormally Attracted to Sin |
| 2009 | «A Silent Night With You»                                | —                        | —                        | —                        | —                        | —                        | —                        | —                        | —                        | —                        | —                        | Midwinter Graces            |
| Символ «—» означает что релиз не участвовал в чарте, либо не был выпущен в данной стране. ¤ Не попал в Hot 100, но попал в чарт Bubbling Under Hot 100 Singles, который показывает позиции с 100 до 125 и по сути является расширением Hot 100. ₪ Не попал в Hot 100, показана позиция в Hot 100 Singles Sales. ‡ «Hey Jupiter/Professional Widow» и and «Professional Widow (It’s Got to Be Big)» считались одним и тем же релизом в чартах ARIA. ∞ Сингл выпущен исключительно в промоцелях. |                                                          |                          |                          |                          |                          |                          |                          |                          |                          |                          |                          |                             |

## Би-сайды
Наряду с альбомами, Тори Эймос выпустила большое количество синглов, причем их наполнение может различаться в зависимости от страны распространения и издания. В 1997 году даже вышла книга «Tori Amos Collectibles» (рус.  «Коллекционные записи Тори Эймос»), которая на то время являлась полным детализированным иллюстрированным списком различных релизов Эймос во всём мире, а также тестовых тиражей и бутлегов. Склонность Тори Эймос включать в синглы не входящие в альбомы би-сайды во многом является причиной популярности как синглов, так и самой Тори. Например, кавер песни группы Nirvana «Smells Like Teen Spirit» c EP «Crucify» привлек большое внимание прессы и заслужил похвалу критиков. После подписания контракта с Epic Records Тори Эймос выпустила гораздо меньше би-сайдов, так как с наступлением XXI века производство синглов стало не столь обыденным в музыкальной индустрии.
Многие би-сайды Эймос включены в коллекционное издание 2006 года «A Piano: The Collection».
| Название песни                                                                                                   | Первоначальный релиз                                                | Последующие релизы                                                                         | Даты релизов     |
| --- | ------------------------------------------------------------------- | ------------------------------------------------------------------------------------------ | ---------------- |
| After All | «Strange Little Girl» (лимитированная версия для Великобритании)    | —                                                                                          | 2001             |
| Alamo | «Talula» (версия для Великобритании № 2)                            | —                                                                                          | 1996             |
| All the Girls Hate Her                                                                                           | «Cornflake Girl» (версия для США)                                   | «God» (версия для США)                                                                     | 1994             |
| Amazing Grace/'Til the Chicken                                                                                   | «Talula» (версия для Великобритании № 1)                            | —                                                                                          | 1996             |
| Angie | EP «Crucify» (версия для США)                                       | —                                                                                          | 1992             |
| Apollo’s Frock                                                                                                   | EP Scarlet’s Hidden Treasures                                       | —                                                                                          | 2004             |
| Bachelorette | «Spark»                                                             | сборник A Piano: The Collection                                                            | 1998, 2006       |
| Beulah Land | «Jackie’s Strength»                                                 | сборник A Piano: The Collection                                                            | 1998, 2006       |
| Black Swan | «Pretty Good Year»                                                  | сборник A Piano: The Collection                                                            | 1994, 2006       |
| Bug a Martini | EP Scarlet’s Hidden Treasures                                       | —                                                                                          | 2004             |
| A Case of You | «Cornflake Girl» (лимитированная версия для Великобритании)         | сборник More Pink: The B-Sides                                                             | 1994             |
| Cooling | «Spark» (лимитированая версия для Великобритании)                   | сборник A Piano: The Collection                                                            | 1998, 2006       |
| Daisy Dead Petals                                                                                                | «Cornflake Girl» (версия для США)                                   | сборник More Pink: The B-Sides, сборник A Piano: The Collection                            | 1994, 2006       |
| Do It Again | «Spark» (лимитированая версия для Великобритании)                   | —                                                                                          | 1998             |
| Dolphin Song | сборник A Piano: The Collection                                     | —                                                                                          | 2006             |
| Drive All Night                                                                                                  | цифровое скачивание                                                 | —                                                                                          | 2007             |
| Flying Dutchman                                                                                                  | «China»                                                             | сборник A Piano: The Collection                                                            | 1992, 2006       |
| Frog on My Toe                                                                                                   | «Talula» (версия для США, версия для Великобритании № 1)            | сборник A Piano: The Collection                                                            | 1996, 2006       |
| Garlands | DVD The Beekeeper                                                   | —                                                                                          | 2005             |
| Graveyard | «Caught a Lite Sneeze»                                              | —                                                                                          | 1996             |
| Have Yourself a Merry Little Christmas                                                                           | «Spark» (версия для Великобритании)                                 | —                                                                                          | 1998             |
| Here. In My Head                                                                                                 | «Crucify» (версия для Великобритании)                               | сборник More Pink: The B-Sides, сборник A Piano: The Collection                            | 1992, 1994, 2006 |
| Home on the Range (Cherokee Edition)                                                                             | «God» (версия для США)                                              | сборник A Piano: The Collection                                                            | 1994, 2006       |
| Honey | «Cornflake Girl» (версия для США)                                   | сборник More Pink: The B-Sides, сборник A Piano: The Collection                            | 1994, 2006       |
| Humpty Dumpty | «China»                                                             | —                                                                                          | 1992             |
| Hungarian Wedding Song                                                                                           | «Caught a Lite Sneeze»                                              | сборник A Piano: The Collection                                                            | 1996, 2006       |
| If 6 was 9 | «Cornflake Girl» (лимитированная версия для Великобритании)         | —                                                                                          | 1994             |
| I’m On Fire | VH1 Crossroads                                                      | —                                                                                          | 1996             |
| Indian Summer | EP Scarlet’s Hidden Treasures                                       | —                                                                                          | 2004             |
| Landslide | Y-100 Sonic Sessions Volume 1                                       | —                                                                                          | 1997             |
| Little Drummer Boy                                                                                               | сборник More Pink: The B-Sides                                      | —                                                                                          | 1994             |
| London Girls | «Talula» (версия для США)                                           | сборник A Piano: The Collection                                                            | 1996             |
| Mary | «Crucify» (версия для Великобритании)                               | сборник Tales of a Librarian, сборник A Piano: The Collection                              | 1992, 2003, 2006 |
| Merman | цифровая загрузка                                                   | сборник No Boundaries: A Benefit for the Kosovar Refugees, сборник A Piano: The Collection | 1998, 1999, 2006 |
| Miracle | цифровая загрузка                                                   | —                                                                                          | 2007             |
| Mountain | официально не выпущен‡                                              | —                                                                                          | —                |
| My Posse Can Do                                                                                                  | DVD American Doll Posse                                             | —                                                                                          | 2007             |
| Never Seen Blue                                                                                                  | «Jackie’s Strength»                                                 | сборник A Piano: The Collection                                                            | 1998, 2006       |
| Not David Bowie                                                                                                  | сборник A Piano: The Collection                                     | —                                                                                          | 2006             |
| Ode to My Clothes                                                                                                | сборник A Piano: The Collection                                     | —                                                                                          | 2006             |
| Ode to the Banana King (Part One)                                                                                | «Silent All These Years» (лимитированная версия для Великобритании) | —                                                                                          | 1992             |
| Only Women Bleed                                                                                                 | «Strange Little Girl» (лимитированная версия для Великобритании)    | —                                                                                          | 2001             |
| Operation Peter Pan                                                                                              | «A Sorta Fairytale»                                                 | —                                                                                          | 2002             |
| Over It | «Cornflake Girl» (версия для США)                                   | «God» (версия для США)                                                                     | 1994             |
| Over the Rainbow (live)                                                                                          | EP Hey Jupiter                                                      | —                                                                                          | 1996             |
| Peeping Tommi | сборник A Piano: The Collection                                     | —                                                                                          | 2006             |
| Pool, The | «Winter»                                                            | сборник A Piano: The Collection                                                            | 1992, 2006       |
| Purple People | «Spark»                                                             | —                                                                                          | 1998             |
| Ruby Through the Looking Glass                                                                                   | EP Scarlet’s Hidden Treasures                                       | —                                                                                          | 2004             |
| Samurai | «Caught a Lite Sneeze»                                              | «Talula» (версия для США)                                                                  | 1996             |
| Seaside | EP Scarlet’s Hidden Treasures                                       | 2004                                                                                       |                  |
| Sister Named Desire                                                                                              | «Talula» (версия для Великобритании № 2)                            | —                                                                                          | 1996             |
| Sister Janet | «Cornflake Girl» (версия для США)                                   | сборник More Pink: The B-Sides, сборник A Piano: The Collection                            | 1994, 2006       |
| Smells Like Teen Spirit                                                                                          | EP Crucify (версия для США)                                         | «Winter» (лимитированная версия для Великобритании)                                        | 1992             |
| Song for Eric | «Silent All These Years» (лимитированная версия для Великобритании) | —                                                                                          | 1991             |
| Strange Fruit | «Cornflake Girl» (версия для Великобритании)                        | —                                                                                          | 1994             |
| Sugar | «China»                                                             | сборник More Pink: The B-Sides, сборник A Piano: The Collection                            | 1992, 1994, 2006 |
| Sweet Dreams | «Winter»                                                            | сборник Tales of a Librarian, сборник A Piano: The Collection                              | 1992, 2003, 2006 |
| That’s What I Like Mick (The Sandwich Song)                                                                      | «Caught a Lite Sneeze»                                              | —                                                                                          | 1996             |
| This Old Man | «Caught a Lite Sneeze»                                              | —                                                                                          | 1996             |
| Tombigbee | EP Scarlet’s Hidden Treasures                                       | —                                                                                          | 2004             |
| Toodles Mr. Jim                                                                                                  | «Caught a Lite Sneeze»                                              | —                                                                                          | 1996             |
| Take Me With You                                                                                                 | сборник A Piano: The Collection                                     | —                                                                                          | 2006             |
| Take to the Sky                                                                                                  | «Winter»                                                            | сборник More Pink: The B-Sides, сборник A Piano: The Collection                            | 1992, 1994, 2006 |
| Thank You | EP [Crucify (версия для США)                                        | —                                                                                          | 1992             |
| Thoughts | «Silent All These Years» (версия для Великобритании)                | —                                                                                          | 1991             |
| Tombigbee | EP Scarlet’s Hidden Treasures                                       | —                                                                                          | 2004             |
| Upside Down | «Silent All These Years» (версия для Великобритании)                | «Winter», сборник More Pink: The B-Sides, сборник A Piano: The Collection                  | 1992, 1994, 2006 |
| Walk to Dublin                                                                                                   | сборник A Piano: The Collection                                     | —                                                                                          | 2006             |
| Zero Point | сборник A Piano: The Collection                                     | —                                                                                          | 2006             |
| ‡ трек находился на закрытом разделе официального сайта Эймос и был доступен лишь купившим альбом Scarlet’s Walk |                                                                     |                                                                                            |                  |

## Видеоальбомы
| Год  | Название | Сертификация |
| ---- | --- | ------------ |
| 1992 | Little Earthquakes - Выпущен: октябрь 1992 - Лейбл: A*Vision Videos - Формат: VHS                            | US: Gold     |
| 1998 | Live from New York - Выпущен: 17 марта 1998 - Лейбл: PID Video - Формат: VHS                                 |              |
| 1998 | Complete Videos 1991—1998 - Выпущен: 17 ноября 1998 - Лейбл: Atlantic - Формат: VHS                          | US: Gold     |
| 2003 | A Sorta Fairytale - Выпущен: 8 апреля 2003 - Лейбл: Sony Music Video - Формат: DVD (джевел или бокс)         |              |
| 2004 | Welcome to Sunny Florida - Выпущен: 18 мая 2004 - Лейбл: Sony Music Video - Формат: DVD/CD (джевел или бокс) | US: Gold     |
| 2006 | Fade to Red - Выпущен: 14 февраля 2006 - Лейбл: Rhino - Формат: DVD                                          |              |
| 2008 | Live at Montreux 1991/1992 - Выпущен: 22 сентября 2008 - Лейбл: Eagle Vision - Формат: DVD                   |              |
| 2010 | Live from the Artists Den - Выпущен: 13 июля 2010 - Лейбл: Artists Den Entertainment - Формат: DVD           |              |

## Видеоклипы
| 1991                                      | «Silent All These Years»                     | Little Earthquakes          | Синди Палмано                     |
| 1992                                      | «China»                                      | Little Earthquakes          | Синди Палмано                     |
| 1992                                      | «Winter»                                     | Little Earthquakes          | Синди Палмано                     |
| 1992                                      | «Crucify»                                    | Little Earthquakes          | Синди Палмано                     |
| 1994                                      | «Cornflake Girl» (версия для Великобритании) | Under the Pink              | Big TV!                           |
| 1994                                      | «God»                                        | Under the Pink              | Мелоди МакДениэл                  |
| 1994                                      | «Pretty Good Year»                           | Under the Pink              | Синди Палмано и Сэм Райли         |
| 1994                                      | «Cornflake Girl» (версия для США)            | Under the Pink              | Тори Эймос и Нэнси Беннетт        |
| 1994                                      | «Past the Mission»                           | Under the Pink              | Джейк Скотт                       |
| 1996                                      | «Caught a Lite Sneeze»                       | Boys for Pele               | Майк Липскомб                     |
| 1996                                      | «Talula»                                     | Boys for Pele               | Марк Кор                          |
| 1996                                      | «Hey Jupiter»                                | Boys for Pele               | Эрл Себастиан                     |
| 1996                                      | «Professional Widow»                         | Boys for Pele               | не известен                       |
| 1998                                      | «Spark»                                      | From the Choirgirl Hotel    | Джеймс Браун                      |
| 1998                                      | «Jackie's Strength»                          | From the Choirgirl Hotel    | Джеймс Браун                      |
| 1998                                      | «Raspberry Swirl»                            | From the Choirgirl Hotel    | Бэрнеби и Скотт                   |
| 1999                                      | «Jackie's Strength»                          | From the Choirgirl Hotel    | Джеймс Браун                      |
| 1999                                      | «Bliss»                                      | To Venus and Back           | Лорен Хэйнс                       |
| 1999                                      | «1000 Oceans»                                | To Venus and Back           | Эрик Айфиган                      |
| 1999                                      | «Glory of the '80s»∞                         | To Venus and Back           | Эрик Айфиган                      |
| 2001                                      | «Strange Little Girl»∞                       | Strange Little Girls        | Дэвид Слэйд                       |
| 2002                                      | «A Sorta Fairytale»                          | Scarlet’s Walk              | Санджи                            |
| 2003                                      | «Mary»∞                                      | Tales of a Librarian        | не известен                       |
| 2005                                      | «Sleeps with Butterflies»                    | The Beekeeper               | Лорен Брит                        |
| 2005                                      | «Sweet the Sting»                            | The Beekeeper               | Алекс Смит                        |
| 2007                                      | «Big Wheel»                                  | American Doll Posse         | Тори Эймос и Блэйзи Реитесвард    |
| 2007                                      | «Bouncing off Clouds»∞                       | American Doll Posse         | Тори Эймос и Блэйзи Реитесвард    |
| 2009                                      | «Welcome to England»∞                        | Abnormally Attracted to Sin | Кристиан Лэмб                     |
| 2011                                      | «Carry»∞                                     | Night of Hunters            | Бруно Центофани и Виктор де Мелло |
| 2011                                      | «Nautical Twilight»∞                         | Night of Hunters            | Бруно Центофани и Виктор де Мелло |
| 2011                                      | «Star Whisperer»∞                            | Night of Hunters            | Бруно Центофани и Виктор де Мелло |
| 2012                                      | «Flavor»                                     | Gold Dust                   | Даниэль Левитт                    |
| ∞ клип выпущен исключительно в промоцелях |                                              |                             |                                   |

## Саундтреки
| 1992 | «The Happy Worker»                               | Игрушки                     |
| 1995 | «Losing My Religion (кавер R.E.M.)», «Butterfly» | Высшее образование          |
| 1995 | «It Might Hurt a Bit»°                           | Дон Жуан де Марко           |
| 1996 | «Talula (The Tornado mix)»                       | Смерч                       |
| 1996 | «Professional Widow»                             | Побег из Лос-Анджелеса      |
| 1998 | «Finn», «Siren», «Paradiso Perduto»              | Большие надежды             |
| 1998 | «Me & You»‡                                      | Hand of Fate‡               |
| 2000 | «Carnival»                                       | Миссия невыполнима 2        |
| 2000 | «1000 Oceans»                                    | Здесь на Земле              |
| 2003 | «You Belong To Me», «Murder, He Says»            | Улыбка Моны Лизы            |
| 2008 | «Yo George»                                      | Тело войны (документальный) |
| ° Дуэт с Майклом Стайпом из R.E.M.. Не вошёл в официальный саундтрек ‡ Фильм и саундтрек не были выпущены |                                                  |                             |

## Трибьюты
| 1995                      | «Famous Blue Raincoat» | Tower of Song: The Songs of Leonard Cohen |
| 1995                      | «Down by the Seaside»° | Encomium: A Tribute to Led Zeppelin       |
| ° Дуэт с Робертом Плантом |                        |                                           |

## Прочие появления
| Год                                                                                   | Альбом                       | Исполнитель              | Участие                                                        |
| ------------------------------------------------------------------------------------- | ---------------------------- | ------------------------ | -------------------------------------------------------------- |
| 1987                                                                                  | Without You I’m Nothing      | Сандра Бернхард          | бэк-вокал на «Little Red Corvette»                             |
| 1988                                                                                  | Last Days of the Century     | Эл Стюарт                | бэк-вокал на «Red Toupee» и «Last Day Of The Century»          |
| 1989                                                                                  | Mosquitos                    | Стэн Риджуэй             | бэк-вокал                                                      |
| 1990                                                                                  | Phantom Center               | Ferron                   | бэк-вокал                                                      |
| 1994                                                                                  | The Lead and How to Swing It | Том Джонс                | бэк-вокал на «I Wanna Get Back With You»                       |
| 1996                                                                                  | IMA                          | BT                       | вокал на «Blue Skies»‡                                         |
| 2010                                                                                  | Here Lies Love               | Дэвид Бирн & Fatboy Slim | вокал на «You’ll Be Taken Care Of» и «Why Don’t You Love Me?»° |
| ‡ Сингл достиг первой строчки в чарте Billboard Dance/Club Play. ° Дуэт с Синди Лопер |                              |                          |                                                                |

| Год  | Песня          | Сборник                                           |
| ---- | -------------- | ------------------------------------------------- |
| 1992 | «Ring my Bell» | Ruby Trax Compilation                             |
| 1996 | «I’m on Fire»  | VH1 Crossroads                                    |
| 1997 | «Landslide»    | Y-100 Sonic Sessions Volume 1                     |
| 1999 | «Merman»       | No Boundaries: A Benefit for the Kosovar Refugees |